# Edgar (Wisconsin)
Edgar é uma vila localizada no estado norte-americano de Wisconsin, no Condado de Marathon.

## Demografia
Segundo o censo norte-americano de 2000, a sua população era de 1386 habitantes.
Em 2006, foi estimada uma população de 1476, um aumento de 90 (6.5%).

## Geografia
De acordo com o United States Census Bureau tem uma área de
4,3 km², dos quais 4,3 km² cobertos por terra e 0,0 km² cobertos por água. Edgar localiza-se a aproximadamente 418 m acima do nível do mar.

## Localidades na vizinhança
O diagrama seguinte representa as localidades num raio de 24 km ao redor de Edgar.